# Бучка
Бучка (укр. Бучка) — левый приток Вары, протекающий по Погарскому (Брянская область, Россия) и Новгород-Северскому (Черниговская область, Украина) районах.

## География
Длина — 4,8 км. Река берёт начало от ручья на болотном массиве в Погарском районе — южная окраина села Балышовка (Погарский район). Река течёт на юг, юго-запад, юго-восток; пересекает государственную границу России и Украины. Впадает в Вару юго-восточнее бывшего села Новопавловское (Новгород-Северский район).
Русло слабо-извилистое. Пойма занята очагами заболоченных участков с тростниковой растительностью, лесов.
Крупных притоков не имеет.